# Bicholim
Bicholim ist eine Stadt im indischen Bundesstaat Goa.
Die Stadt ist der Teil des Distrikt North Goa. Bicholim hat den Status eines Municipal Council. Die Stadt ist in 10 Wards gegliedert.

## Demografie
Die Einwohnerzahl der Stadt liegt laut der Volkszählung von 2011 bei 16.986. Bicholim hat ein Geschlechterverhältnis von 937 Frauen pro 1000 Männer und damit einen für Indien üblichen Männerüberschuss. Die Alphabetisierungsrate lag bei 91,9 % im Jahr 2011. Knapp 81 % der Bevölkerung sind Hindus, ca. 16 % sind Muslime und ca. 3 % sind Christen und weniger als 1 % gehören einer anderen oder keiner Religion an. 10,5 % der Bevölkerung sind Kinder unter 6 Jahren.

## Wirtschaft
Der Bergbau, insbesondere der Abbau von Eisenerz, bildet das Rückgrat der lokalen Wirtschaft.